# Stained Class
Stained Class (укр. Заплямований клас) — четвертий студійний альбом англійського хеві-метал-гурту Judas Priest, випущений 10 лютого 1978 року на лейблі Columbia Records. Це перший альбом гурту, записаний з барабанщиком Лесом Бінксом, а також перший, на обкладинці якого з'явився добре відомий нині логотип гурту. У музичному плані Stained Class вважається альбомом, на якому гурт відточив багато елементів свого жорсткого фірмового звучання, відмовившись від більшості відтінків прогресивного і блюз-року та м'яких балад попередніх робіт. До альбому увійшли такі відомі треки, як «Exciter», що вважається раннім попередником спід-металу і треш-металу, кавер-версія пісні «Better by You, Better than Me» гурту Spooky Tooth, яка стала предметом сумнозвісного цивільного позову у 1990 році, де стверджувалося, що ця пісня підсвідомо вплинула на двох хлопчиків-підлітків, змусивши їх покінчити життя самогубством, і «Beyond the Realms of Death», яку багато фанатів вважають однією з найкращих пісень гурту, і яка часто входить до концертних сет-листів гурту.
Після виходу Stained Class мав скромний комерційний успіх, досягнувши 27 місця в британському чарті альбомів і ставши першим альбомом гурту, який потрапив до американського чарту Billboard 200. Оглядаючись назад, дехто вважає його одним з найважливіших і найвпливовіших альбомів у розвитку хеві-металу та одним з найкращих записів Judas Priest.

## Огляд
Stained Class – єдиний альбом Judas Priest, до написання пісень якого долучилися всі п'ять учасників гурту. Новоприєднаний барабанщик Лес Бінкс став автором пісні «Beyond the Realms of Death», а басист Іен Гілл вперше став співавтором, внісши вклад у написання пісні «Invader» у співавторстві з вокалістом Робом Гелфордом і гітаристом Ґленном Тіптоном.
На обкладинці альбому художник Рослав Шайбо представив вже класичний логотип Judas Priest, який замінив старий логотип з «готично-курсивним шрифтом», що з'являвся на всіх попередніх альбомах гурту. Stained Class став першим альбомом Judas Priest, який очолив чарт Billboard 200 і згодом був сертифікований як золотий у США.
Денніс МакКей був запрошений лейблом CBS Records для продюсування альбому. На той час його портфоліо складалося переважно з джазових ф'южн-виконавців та більш прогресивних рок-виконавців, таких як Девід Бові та Supertramp. Запис проходив у жовтні та листопаді 1977 року на студії звукозапису Chipping Norton в Оксфордширі.
«Better by You, Better than Me» була додана до альбому в останню хвилину, коли CBS Records наполягли на включенні чогось з комерційним потенціалом, щоб оживити альбом, який, на їхню думку, мав дуже похмурий і зловісний тон. Пісня була записана з продюсером Джеймсом Ґатрі окремо від решти альбому, оскільки МакКей перейшов до інших проектів і більше не був вільний. Повідомляється, що гурт був настільки вражений продюсуванням Ґатрі на «Better by You, Better than Me», що попросив його продюсувати їхній наступний альбом, Killing Machine.

## Пісні
Exciter
Пісня відкривається партією ударних з використанням бас-барабанів у виконанні Леса Бінкса. На той час будувати всю пісню навколо барабанного ритму з двома бас-барабанами, що б'ють в один і той же такт, все ще було незвично. Сьогодні це стандарт для метал-музики.
Перший куплет показує, що збудник не є звичайною річчю – він походить з іншого всесвіту. Невідомо, чи є збудником людина чи монстр, але зрозуміло, що ніхто не може його побачити, і що можливо лише відчути смак його вогню. Вся пісня – це практично набір зображень того, як хтось горить або відчуває вогонь, а невідома сутність наближається. Можна припустити, що збудником є Бог або якась подібна сила. Покаяння стосується грішників, які повинні покаятися, щоб не бути «підсмаженими до хрусткої скоринки», і це також пояснює рядок про спасіння в куплеті. Ця пісня може бути навіть початком апокаліпсису, де всі, хто не покається, будуть підсмажені до хрусткої скоринки в пеклі.
White Heat, Red Hot
Пісня описує кліматичну фінальну битву під час кінця світу. У творі йдеться про поширені страхи перед ядерною війною та про те, що кожен може долучитися до боротьби.
Better by You, Better than Me
Кавер на пісню Spooky Tooth з їхнього другого альбому Spooky Two. «Better by You, Better than Me» отримала широку популярність, оскільки стала «плакатним випадком», який використовується проти підсвідомих повідомлень і маскування у важкому металі.
|              | Текст пісні «Better by You, Better than Me» розповідає про війну і про людину, яка надто засмучена, щоб висловити свої почуття до своєї половинки, і просить друга сказати це за неї: «Краще ти, ніж я, тому що ти можеш висловити себе краще в цей момент». Це не має абсолютно нічого спільного з самогубством. |
| — Ґері Райт, | |

Stained Class
Текст пісні малює яскраву картину світу, де чистота і цілісність були розмиті зрадою, байдужістю та обманом. Повторювана фраза «заплямований клас» слугує потужною метафорою деградації людства. Колись «людина була королем» з «чистим серцем», але з часом ця чистота була «підірвана» і заплямована, залишивши по собі «короля заплямованого класу». Ця трансформація від стану чистоти до стану бруду є центральною темою пісні, що відображає ширший коментар про стан людини. 
Пісня також зачіпає тему руйнівної природи людських бажань і вчинків. Рядки «летальний, смертельний, повішений, розтятий і четвертований» та «шмагати, роздягати, здирати плоть» викликають відчуття безжального і безглуздого насильства. Ці образи підкреслюють саморуйнівні тенденції людства, де прагнення до влади і контролю в кінцевому підсумку призводить до занепаду і корупції самої основи суспільства.
Invader
«Invader» розповідає про вторгнення інопланетян на Землю і про те, як людство згуртувалося, щоб захистити планету від цієї позаземної загрози.
Saints in Hell

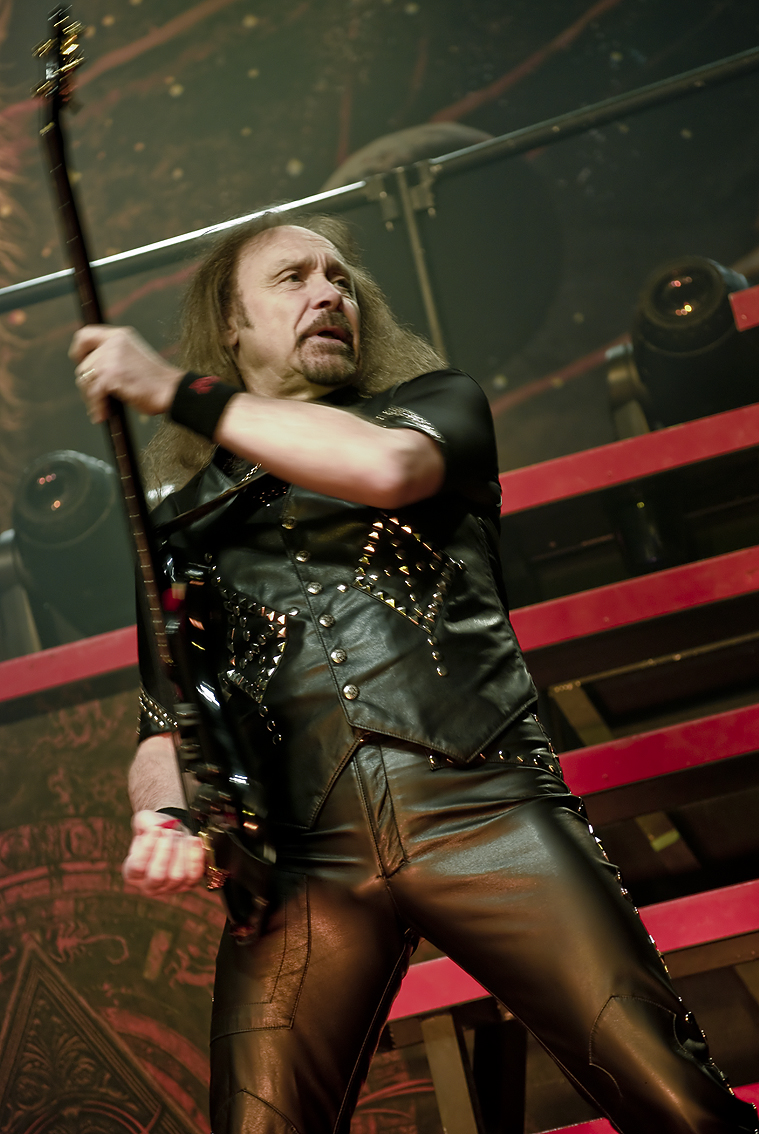
«Invader» – одна з небагатьох пісень, авторство якої належить басисту Іену Гіллу.

«Saints in Hell» –  потужна і напружена розповідь, яка заглиблюється в теми бунту, божественної відплати і неминучої битви між добром і злом. Слова пісні змальовують яскраву картину групи святих, які після того, як їхні боги зневажили і покинули їх, повстають з лютою рішучістю, щоб дати відсіч. Образи в пісні вражають, з посиланнями на стародавню зброю, диких тварин і кровопролиття, створюючи сцену хаосу і руйнування. Святі, описані як мученики, зображені як безстрашні воїни, які тисячоліттями терпіли біль і страждання. Їхнє повернення позначене закликом «розбудити мертвих», що означає воскресіння їхнього духу і готовність протистояти своїм гнобителям. Повторювана фраза «святі в пеклі» підкреслює їхню непокору і прийняття своєї долі, коли вони спускаються у вогонь, щоб боротися за свою справу.
Savage
Пісня написана з точки зору американського індіанця і розповідає про біль і страждання, які європейці принесли корінним американцям. У пісні йдеться про те, що сучасна людина насправді є найпримітивнішою, зважаючи на методи, які вона використовувала, та речі, на які вона йшла заради власної вигоди.
Beyond the Realms of Death
«Beyond the Realms of Death» – потужна балада, яка заглиблюється в теми ізоляції, ментальної втечі та остаточного звільнення від смерті. Пісня розповідає історію людини, яка настільки розчарувалася у світі, що відступає у святилище власного розуму, шукаючи притулку від болю і хаосу зовнішнього середовища. Герой пісні знаходить відчуття свободи у своїй самоізольованості, свободи бути вірним собі, подалі від осуду та очікувань інших.
Пісня також торкається трагічної реальності, що є багато людей, які відчувають цю глибоку відірваність від світу. Зрештою все закінчується смертю героя, яка зображується не як трагедія, а як звільнення, остаточний вихід «за межі царства смерті».
Heroes End
Завершальний трек розповідає про трьох загиблих героїв: Джимі Гендрікса, Дженіс Джоплін та Джеймса Діна. Пісня далека від прославлення бажання померти, вона просто задає питання: Чому люди повинні вмирати, перш ніж їх визнають героями за їхні зусилля?
Ця пісня не має нічого спільного зі смертю чи самогубством.

## Відгуки
Стів Г'юї з AllMusic назвав Stained Class «найбільшим досягненням Judas Priest», коментуючи: 
«Це той момент, коли Priest зібрали все воєдино, прийнявши свою ідентичність як найважчого гурту на планеті і піднявши жанр на нові висоти потужності, швидкості, музичності та зловмисності.»
У 2005 році альбом посів 307 місце у списку «500 найкращих рок- і метал-альбомів усіх часів» журналу Rock Hard, а у 2017 році – 43 місце у списку «100 найкращих метал-альбомів усіх часів» журналу Rolling Stone.
Після успіху наступних альбомів Judas Priest у США, Stained Class врешті-решт буде сертифікований як золотий.
Пісня «Invader» була остаточно додана до сет-листів гурту у 2021 році, що зробило «Heroes End» єдиною піснею з альбому, яка ніколи не виконувалася наживо.

## Судовий процес
Через дванадцять років після релізу альбому в 1990 році проти гурту було подано цивільний позов родиною підлітка Джеймса Венса, який скоїв самогубство зі своїм другом Реєм Белкнепом 23 грудня 1985 року нібито після прослуховування пісні «Better by You, Better than Me». Белкнепу вдалося вбити себе, а Венс отримав важкі поранення після того, як вижив після пострілу в обличчя, зробленого ним самим, і помер від передозування метадоном через три роки. У позові стверджувалося, що Judas Priest записали підсвідоме послання в пісні, в якому йшлося про заклик «зроби це». Зрештою, позов було відхилено.
Через три тижні після завершення судового процесу група розпочала свій тур на підтримку Painkiller, зігравши «Better by You, Better than Me» на першому концерті в Бербанку 13 вересня. Це єдине живе виконання пісні Judas Priest з 1979 року.
Комік Білл Гікс висміяв позов у своєму виступі, вказавши (як і багато інших) на абсурдність ідеї про те, що успішний гурт бажає вбити своїх шанувальників, які купують їхні пісні.

## Список композицій
| Сторона А | Сторона А                                                   | Сторона А                 | Сторона А  |
| #         | Назва                                                       | Автор                     | Тривалість |
| --------- | ----------------------------------------------------------- | ------------------------- | ---------- |
| 1.        | «Exciter»                                                   | Роб Гелфорд, Ґленн Тіптон | 5:34       |
| 2.        | «White Heat, Red Hot»                                       | Тіптон                    | 4:20       |
| 3.        | «Better by You, Better than Me» (Кавер-версія Spooky Tooth) | Ґері Райт                 | 3:24       |
| 4.        | «Stained Class»                                             | Гелфорд, Тіптон           | 5:19       |
| 5.        | «Invader»                                                   | Гелфорд, Тіптон, Іен Гілл | 4:12       |

| Сторона Б | Сторона Б                    | Сторона Б                      | Сторона Б  |
| #         | Назва                        | Автор                          | Тривалість |
| --------- | ---------------------------- | ------------------------------ | ---------- |
| 6.        | «Saints in Hell»             | Гелфорд, К. К. Даунінґ, Тіптон | 5:30       |
| 7.        | «Savage»                     | Гелфорд, Даунінґ               | 3:27       |
| 8.        | «Beyond the Realms of Death» | Гелфорд, Лес Бінкс             | 6:53       |
| 9.        | «Heroes End»                 | Тіптон                         | 5:01       |

| Бонус-треки перевидання 2001 року | Бонус-треки перевидання 2001 року                                                                                  | Бонус-треки перевидання 2001 року | Бонус-треки перевидання 2001 року |
| #                                 | Назва | Автор                             | Тривалість                        |
| --------------------------------- | --- | --------------------------------- | --------------------------------- |
| 10.                               | «Fire Burns Below» (Записано у 1988 під час сесій Ram It Down)                                                     | Гелфорд, Тіптон                   | 6:58                              |
| 11.                               | «Better by You, Better than Me» (Живий виступ на фестивалі Foundations Forum, що в Лос-Анджелесі; 13 вересня 1990) | Райт                              | 3:40                              |

## Учасники запису
Judas Priest
- Роб Гелфорд — вокал
- К. К. Даунінґ — гітари
- Ґленн Тіптон — гітари
- Іен Гілл — бас-гітара
- Лес Бінкс — ударні

Додатковий персонал
- Дейв Голланд — ударні (трек 10)
- Скотт Тревіс — ударні (трек 11)

Виробництво
- Продюсували Денніс МакКей та Judas Priest, інженер — Ніл Росс, окрім «Better by You, Better than Me», яку спродюсували Джеймс Ґатрі та Judas Priest, а інженери — Кен Томас і Пол Нортфілд.
- Координатор — Джон Блекберн
- Ніл Росс, Кен Томас та Пол Нортфілд — зведення
- Рослав Шайбо — художнє оформлення
- Рональд Кесс — фотографія
- Девід Геммінґс — менеджмент
- Arnakata Limited — менеджмент

## Чарти
| Чарти (1978)          | Найвища позиція |
| --------------------- | --------------- |
| Японія (Oricon)       | 49              |
| Велика Британія (OCC) | 27              |
| США (Billboard 200)   | 173             |

## Сертифікації
| Регіон                                             | Сертифікація | Продажі  |
| -------------------------------------------------- | ------------ | -------- |
| США (RIAA)                                         | Золотий      | 500 000^ |
| ^відвантаження, що базуються лише на сертифікаціях |              |          |